# Gary Brooker
Gary Brooker (Londra, 29 maggio 1945 – Londra, 19 febbraio 2022) è stato un cantante, pianista e compositore britannico, noto soprattutto per aver fondato il complesso rock progressivo Procol Harum.

## Biografia
Dapprima fondò e suonò nei Paramounts, con poco successo. Nel 1967 fondò i Procol Harum, band attiva dal 1967 al 1977 e dal 1991 ad oggi.
Dopo lo scioglimento del complesso, Brooker si dedicò alla carriera solista, sia incidendo dischi in proprio, sia come componente aggiunto dal vivo della band di Eric Clapton; inoltre registrò partecipazioni sporadiche in altri progetti (da segnalare quella come cantante nella canzone Limelight degli Alan Parsons Project, contenuta nell'album del 1985 Stereotomy).
Brooker fu, inoltre, manager di Frankie Miller.
Nel 1991 tornò a suonare con i Procol Harum, ricostituitisi quell'anno e tuttora attivi.
Nel 1997 e nel 1999 partecipò al tour della Ringo Starr's All-Starr Band. 
Nel 2002 partecipa, suonando il pianoforte, al concerto 'Concert for George' dedicato all'ex beatle George Harrison, scomparso un anno prima.
Nel 2003 fu insignito dell'Ordine dell'Impero Britannico a riconoscimento delle sue attività benefiche.
Morì il 19 febbraio 2022 per le complicanze di un cancro.

## Discografia
- 1979 - No More Fear of Flying (Chrysalis)
- 1982 - Lead Me to the Water (Mercury)
- 1985 - Echoes in the Night (Mercury)
- 1998 - Within Our House (Gazza Records)